# Giovanni De Carolis
Giovanni De Carolis (Roma, 21 agosto 1984) è un ex pugile italiano.
È stato campione mondiale dei pesi supermedi WBA da gennaio 2016 al 5 novembre dello stesso anno. Ha conquistato il titolo contro il tedesco Vincent Feigenbutz, diventando il 35º italiano a vincere un titolo mondiale, a sette anni di distanza da Giacobbe Fragomeni, ed il 4º italiano a diventare campione nei supermedi, dopo Mauro Galvano, Vincenzo Nardiello e Cristian Sanavia. Nel 2018, ha vinto il titolo italiano, strappando la cintura a Roberto Cocco, per poi lasciarlo vacante. A maggio del 2022 ha conquistato il titolo intercontinentale WBO battendo per KO tecnico un altro pugile italiano, Daniele Scardina.
Da gennaio 2025 è direttore tecnico delle nazionali élite. Ad oggi, è l'ultimo italiano ad aver conquistato un titolo mondiale.

## Carriera

### Pesi medi
De Carolis debutta tra i professionisti all'età di ventitré anni, nel novembre del 2007, contro lo slovacco Marian Tomcany, regolato con un KO Tecnico alla 2ª ripresa. 
Dopo sei vittorie in altrettanti incontri, il 14 giugno del 2008 conosce la prima sconfitta nell'assalto al titolo internazionale IBF dei pesi medi, contro l'ucraino Max Bursak che, peraltro, nel 2013, sarebbe diventato campione europeo della categoria.
De Carolis scala il ranking con altre tre vittorie, l'ultima delle quali ai punti contro il belga Michael Recloux, valevole per il Titolo Internazionale della federazione minore WBA.
Nel 2009, dopo una vittoria contro Mugurel Sebe, De Carolis ha l'opportunità di sfidare il campione italiano dei pesi medi Gaetano Nespro. L'incontro, molto equilibrato, termina con una vittoria per split decision a favore del campione in carica Nespro.

### Pesi supermedi
Nel 2009 Giovanni De Carolis sale tra i pesi supermedi, vincendo ai punti contro l'ungherese Sandor Ramocsa. Nella nuova categoria di peso il romano rompe subito gli indugi, sfidando il danese Lolenga Mock per il titolo vacante europeo della categoria. Mock, già campione europeo nel 2006 e nel 2008, vantava un atterramento ai danni di David Haye, sebbene nel corso di un match vinto per KO dal campione britannico. L'incontro, disputato ad Aarhus, in Danimarca, vede trionfare Mock con un tiratissimo verdetto di maggioranza.

### Il ritorno nei pesi medi
Nel 2010 De Carolis torna tra i pesi medi per sfidare il campione italiano Matteo Signani, detto Il Giaguaro. Il match, disputatosi al Palazzo dello sport di Cesena, vede però riconfermarsi il campione in carica, con verdetto unanime.

### Il ritorno nei pesi supermedi
Nel 2011 De Carolis torna tra i supermedi per la sfida allo spagnolo Miguel Martinez, valida per il titolo del Mediterraneo, che vede il pugile romano conquistare la cintura con un convincente KO alla 3ª ripresa. Pochi mesi dopo sfida l'ucraino Roman Shkarupa, per il vacante Titolo Internazionale WBC. Il match si risolve con una vittoria per split decision a favore di De Carolis. 
Le due cinture, sommate ai risultati positivi conseguiti ininterrottamente dal 2011 al 2013, gli aprono la strada per la sfida ad Arthur Abraham, durante la quale, nonostante De Carolis mostri doti tecniche di alto livello, dovrà arrendersi alla superiorità fisica dell'avversario.
Il pugile romano ricomincia nuovamente a scalare il ranking combattendo per un titolo minore, il vacante Intercontinentale IBF contro il serbo Geard Ajetovic, pugile che può fregiarsi di una medaglia d'oro ai mondiali juniores. L'incontro vede De Carolis imporsi con verdetto unanime, dopo una dura battaglia, che mette in evidenza le doti caratteriali e tecniche di entrambi i pugili.
La cintura viene difesa da De Carolis il 2 maggio del 2015, contro il connazionale di origine senegalese Mouhamed Ali Ndiaye.

#### Titolo mondiale WBA
A luglio 2015 De Carolis rinuncia a difendere il titolo Intercontinentale IBF, per sfidare il giovane tedesco Vincent Feigenbutz. De Carolis perde ai punti di stretta misura, dominando la prima parte dell'incontro e mandando a tappeto Feigenbutz alla prima ripresa, subendo, però, il ritorno del campione tedesco, nella seconda parte del match. La sconfitta di misura gli consente di ottenere la rivincita con Feigenbutz che, nel frattempo, si laurea campione del mondo WBA.
Il match con in palio la cintura mondiale si disputa quindi il 9 gennaio 2016 alla Baden Arena di Offenburg, in Germania. Il boxeur capitolino inizia a pressare Feigenbutz sin dalle prime riprese con uno stile di combattimento aggressivo che pare mettere in difficoltà il tedesco. Dopo alcune riprese equilibrate, nella seconda parte dell'incontro, De Carolis torna a martellare l'avversario con le sue combinazioni. Agli inizi dell'undicesima ripresa De Carolis incalza con un'ulteriore combinazione di pugni senza risposta da parte del tedesco, e l'arbitro decreta la fine del match per KO tecnico. Per Feigenbutz si tratta della prima sconfitta in un match titolato. 
Giovanni De Carolis rimette in palio il titolo il 16 luglio, sempre in Germania, alla Max Schmeling Halle di Berlino. Lo sfidante è il giovane Tyron Zeuge, dal lusinghiero record di 18 vittorie su altrettanti incontri. Il match si rivela equilibrato, con buoni colpi portati da entrambi i pugili, alternati a fasi di stanca, in cui nessuno dei due contendenti sembra prevalere chiaramente. Alla fine si arriva ai punti, ed i giudici danno un risultato finale di parità che permette al pugile romano di conservare la cintura.
Il 5 novembre i due si incontrano di nuovo, alla MBS Arena di Potsdam. Dopo un match combattuto tutto sulla corta distanza, a prevalere è Tyron Zeuge che, per ben due volte, atterra De Carolis, diventando così il nuovo Campione del mondo.

#### Titolo italiano
Il 28 luglio 2018, a Roma, batte Roberto Cocco, conquistando così il vacante titolo italiano dei supermedi con verdetto unanime al termine delle dodici riprese.

#### Titolo Internazionale WBC
A dicembre 2018 incontra Dragan Lepei per il vacante titolo Internazionale WBC, che conquista per la seconda volta in carriera, e che nel 2019 
difenderà contro l'armeno Khoren Gevor.

#### Titolo intercontinentale WBO
Il 13 maggio 2022,l sfida l'imbattuto pugile italiano Daniele Scardina, per il titolo Intercontinentale WBO, portando a casa una convincente vittoria per KO tecnico.

#### Ritiro
Il 9 marzo 2024, in Francia, affronta l'imbattuto pugile transalpino Lele Sadjo con in palio il titolo europeo EBU. Viene sconfitto per decisione unanime. L'8 ottobre 2024, annuncia ufficialmente il suo ritiro dalla boxe all'età di 40 anni.
Il 3 gennaio 2025 è nominato direttore tecnico della nazionale italiana di pugilato.